# Жанна Барре
Жа́нна Барре́ (фр. Jeanne Barret; 27 липня 1740 — 5 серпня 1807) — французька мандрівна дослідниця, ботанік. Перша жінка, яка здійснила навколосвітню мандрівку з 1766 до 1776 років. Для цього їй довелося прикидатися чоловіком.
На честь Жанни Барре названо вид рослин Solanum baretiae та гори Барре на Плутоні.

## Життєпис
Народилася 27 липня 1740 року у невеликому містечку в Бургундії і провела дитинство на фермі батька. Коли батько помер у 1762 році, 22-річна Жанна стала гувернанткою у лікаря 35-літнього Філібера Коммерсона. Після смерті дружини Коммерсона під час пологів у них почалися стосунки. Коммерсон давав Барре уроки ботаніки і доручив підготовку водоростей.
У 1764 році переїхала з ним в Париж. У грудні 1764 року народила сина Жана-П'єра Барре. В тому ж році деякий час Коммерсона запросили у навколосвітню подорож з експедицією Луї Бугенвіля. У Франції жінкам було заборонено сідати на кораблі Королівського флоту, тому Жанна переодяглася чоловіком і грала на кораблі роль слуги Коммерсона Жана Барре.
У 1766 році експедиція вирушила на кораблях «Буркотун» і «Зірка» з французького Бреста, пройшла через Магелланову протоку і вийшла в Тихий океан. У квітні 1768-го кораблі прибули на Таїті, потім відвідали Самоа і Гебридські острови, Нову Бретань (нині острови Бісмарка), Нову Гвінею і Маврикій.
Барре прикладала всіх зусиль, щоб виглядати чоловіком: виконувала важку роботу, відзначалась витривалістю, — проте корабельний лікар викрив її. Щоб запобігти бунту на кораблі, команду переконали, що Жан не жінка, а євнух, хоча підозра залишилася. 7 квітня 1768 року у Жані впізнало жінку місцеве населення Таїті. Коли таємниця відкрилася, за порушення закону Коммерсона і Барре висадили на Маврикії, де в 1773 році Коммерсон помер.
Жанна відкрила кабаре в Порт-Луї. Через деякий час зустріла морського солдата Жана Перигора і 17 травня 1774 року одружилася з ним.
Шлюб дав Барре можливість у 1776 році повернутися до Парижа з більш ніж 30-ма коробками, що містили 5000 видів рослин, зібраних під час експедиції. 3000 з них були новими. Колекція була передана в Музей природної історії, після чого робота Жанни Барре з Коммерсоном офіційно визнається і король надає Барре довічну пенсію у 200 франків.